# 이성우 (1896년)
이성우(李成佑, 1896년~1964년 함평)는 대한민국의 정치인이다. 제헌 국회의원을 지냈다. 함평에 있는 자택에서 향년 69세의 나이로 급성천식으로 인해 사망하였다.

## 역대 선거 결과
|  | 31.93% |

|  | 3.77% |

## 참고자료
- 《대한민국 의정총람》, 국회의원총람발간위원회, 1994년
- 이성우 - 대한민국헌정회